# 日本口腔感染症学会
一般社団法人日本口腔感染症学会（にほんこうくうかんせんしょうがっかい、Japanese Association for Oral Infectious Diseases;JAOID）とは、口腔に関する感染についての研究及び院内感染に関する研究の進歩発展、知識普及を計ることを目的とする専門学術団体の一つである。日本歯科医学会の認定分科会。

## 概要
1992年に口腔感染予防と院内感染予防の議論を行うために設立された口腔感染予防研究会が2001年に日本口腔感染症学会へと名称変更をおこなった。2012年1月1日現在会員数は正会員695名、名誉会員1名、賛助会員2社の計698名。2016年現在、理事長は金子明寛。

## 総会
- 年1回（秋季）

## 本部事務局
- 〒663-8501 兵庫県西宮市武庫川町1-1 兵庫医科大学 歯科口腔外科学講座内

## 学会誌
- 『日本口腔感染症学会雑誌』 (JOID) 年2回発刊 ISSN 1346-9150 全国書誌番号:01001507

## 専門認定
- 院内感染予防対策認定制度
  - 認定医61名(2012年1月1日現在)[1]
  - 認定歯科衛生士34名(2012年1月1日現在)[1]

## 大会等
| 年     | 月日           | 名称                                                                               | 会長       | 会場                             | テーマ                           | 参加者数 | 備考   |
| ------ | -------------- | ---------------------------------------------------------------------------------- | ---------- | -------------------------------- | -------------------------------- | -------- | ------ |
| 1993年 | 2月6日         | 第1回口腔感染予防研究会総会                                                        | 島田桂吉   | 兵庫県歯科医師会館               |                                  |          | [ 3 ]  |
| 1993年 | 10月30日       | 第2回口腔感染予防研究会総会                                                        | 辻忠良     | 兵庫医科大学                     |                                  |          | [ 3 ]  |
| 1994年 | 7月16日        | 第3回口腔感染予防研究会総会                                                        | 田中義弘   | 神戸市立中央市民病院             |                                  |          | [ 3 ]  |
| 1995年 | 5月27日        | 第4回口腔感染予防研究会総会                                                        | 吉岡済     | 兵庫医科大学                     |                                  |          | [ 3 ]  |
| 1996年 | 11月30日       | 第5回口腔感染予防研究会総会                                                        | 村井俊郎   | 兵庫県歯科医師会館               |                                  |          | [ 3 ]  |
| 1997年 | 9月13日        | 第6回口腔感染予防研究会総会                                                        | 船越禧征   | 兵庫県歯科医師会館               |                                  |          | [ 3 ]  |
| 1998年 | 10月18日       | 第7回口腔感染予防研究会総会                                                        | 神谷祐司   | 姫路市医師会館                   |                                  |          | [ 3 ]  |
| 1999年 | 10月16日       | 第8回口腔感染予防研究会総会                                                        | 藤本耕二   | 兵庫県歯科医師会館               |                                  |          | [ 3 ]  |
| 2000年 | 11月5日        | 第9回口腔感染予防研究会総会                                                        | 駒井正     | 兵庫県歯科医師会館               |                                  |          | [ 3 ]  |
| 2001年 | 11月17日       | 第10回日本口腔感染症学会総会                                                       | 古森孝英   | 新神戸オリエンタルホテル         |                                  |          | [ 4 ]  |
| 2002年 | 11月16日       | 第11回日本口腔感染症学会総会                                                       | 浦出雅裕   | 神戸国際展示場                   |                                  |          | [ 5 ]  |
| 2003年 | 11月29日       | 第12回日本口腔感染症学会総会                                                       | 佐藤田鶴子 | 日本歯科大学富士見ホール         |                                  | 約100名  | [ 6 ]  |
| 2004年 | 11月13日       | 第13回日本口腔感染症学会総会                                                       | 連利隆     | 大阪市立総合医療センター         |                                  | 350名余  | [ 7 ]  |
| 2005年 | 11月12日       | 第14回日本口腔感染症学会総会                                                       | 椎木一雄   | いわき市総合保健福祉センター     |                                  |          | [ 8 ]  |
| 2006年 | 11月11日       | 第15回日本口腔感染症学会総会                                                       | 大浦清     | 大阪国際交流センター             |                                  |          | [ 9 ]  |
| 2007年 | 11月10日       | 第16回日本口腔感染症学会総会                                                       | 金子明寛   | はまぎんホールヴィアマーレ       |                                  |          | [ 10 ] |
| 2008年 | 11月8日        | 第17回日本口腔感染症学会総会                                                       | 大西正信   | 神戸市産業振興センター           |                                  |          | [ 11 ] |
| 2009年 | 5月16日        | 日本口腔感染症学会 セミナー ＆ 認定制度講習会 スプリングカンファレンスin KOBE 2009 |            | 兵庫県農業会館                   |                                  |          | [ 12 ] |
| 2009年 | 11月13日～14日 | 第18回日本口腔感染症学会総会                                                       | 山根伸夫   | 栃木県南地域地場産業振興センター |                                  |          | [ 13 ] |
| 2010年 | 5月15日        | 日本口腔感染症学会セミナー＆認定制度講習会 スプリングカンファレンス in TOKYO 2010  |            | 第一三共本社ビル                 |                                  |          | [ 14 ] |
| 2010年 | 11月5日～6日   | 第19回日本口腔感染症学会総会・学術大会                                             | 柳澤高道   | 千里ライフサイエンスセンター     |                                  |          | [ 15 ] |
| 2011年 | 11月12日～13日 | 第20回日本口腔感染症学会総会・学術大会                                             | 花田信弘   | 鶴見大学大学記念館               |                                  |          | [ 16 ] |
| 2012年 | 10月27日～28日 | 第21回日本口腔感染症学会総会・学術大会                                             | 生田図南   | 熊本県歯科医師会館               |                                  |          | [ 17 ] |
| 2013年 | 11月16日～17日 | 第22回日本口腔感染症学会総会・学術大会                                             | 坂本春生   | 東海大学医学部付属八王子病院     |                                  |          | [ 18 ] |
| 2014年 | 10月25日～26日 | 第23回日本口腔感染症学会総会・学術大会                                             | 薬師寺登   | いたみホール                     |                                  |          |        |
| 2015年 | 11月28日～29日 | 第24回日本口腔感染症学会総会・学術大会                                             | 前田伸子   | 鶴見大学会館                     | 日常歯科診療に活かす感染症の知識 |          | [ 19 ] |
| 2016年 | 10月15日～16日 | 第25回日本口腔感染症学会総会・学術大会                                             | 河合峰雄   | 神戸市立医療センター西市民病院   |                                  |          | [ 20 ] |

## 加盟団体
- 日本歯科医学会（認定分科会）
- ICD制度協議会

## 関連事項
- 歯学／歯科
- 口腔外科学／口腔細菌学
- 学会の一覧／研究会／日本感染症学会
- インフェクションコントロールドクター／感染管理歯科衛生士